# Article 23 de la Constitution belge
L'article 23 de la Constitution belge fait partie du titre II « Des belges et de leurs droits ». Il garantit le droit à chacun de mener une vie conforme à la dignité humaine.
Cet article était, dans le cadre de la quatrième réforme de l'État dans lequel il a été inséré, connu sous le titre de l'article 24 bis.

## Texte de l'article actuel
« Chacun a le droit de mener une vie conforme à la dignité humaine.

À cette fin, la loi, le décret ou la règle visée à l'article 134 garantissent, en tenant compte des obligations correspondantes, les droits économiques, sociaux et culturels, et déterminent les conditions de leur exercice.
Ces droits comprennent notamment :
1° le droit au travail et au libre choix d'une activité professionnelle dans le cadre d'une politique générale de l'emploi, visant entre autres à assurer un niveau d'emploi aussi stable et élevé que possible, le droit à des conditions de travail et à une rémunération équitables, ainsi que le droit d'information, de consultation et de négociation collective ;
2° le droit à la sécurité sociale, à la protection de la santé et à l'aide sociale, médicale et juridique ;
3° le droit à un logement décent ;
4° le droit à la protection d'un environnement sain ;
5° le droit à l'épanouissement culturel et social;
6° le droit aux prestations familiales. »
— Article 23 de la Constitution